# Национальная библиотека Колумбии
Национальная библиотека Колумбии — одна из первых публичных библиотек, основанных в Америке, после библиотеки Палафоксиана. Расположена в районе Лас-Ньевес в городе Богота. Нынешнее здание было спроектировано архитектором Альберто Виллсом Ферро в 1933 году и было объявлено национальным памятником Колумбии указом № 287 от 24 февраля 1975 года. Библиотека находится в ведении Министерства культуры Колумбии.

## Основание и история
Национальная библиотека Колумбии считается одной из старейших библиотек Америки.
Она была основана как Королевская библиотека вице-королём Мануэлем де Гириором в 1776 году, хотя именно вице-король Мануэль Антонио Флорес Мальдонадо отвечал за открытие библиотеки для публики 9 января 1777 года.
Первоначальная коллекция учреждения составляла 4182 тома, согласно описи, заказанной вице-королём Педро Месиа де ла Серда, экспроприированной у иезуитской общины, изгнанной в 1767 году из всех владений Испанской империи по приказу короля Карлоса. III.
Королевская библиотека начала функционировать в доме семинарии, сегодня это дворец Сан-Карлос, нынешняя штаб-квартира Канцелярии, собственность, отчуждённая от иезуитов в 1767 году. В 1789 году, через тринадцать лет после своего основания, она была организована стиле европейских библиотек Мануэлем дель Сокорро Родригесом, который был назначен библиотекарем вице-королём Хосе де Эспелета и оставался на этом посту до своей смерти в 1819 году.
В 1823 году, благодаря руководству Франсиско де Паула Сантандер, библиотека была создана в классных комнатах Колледжа Сан-Бартоломе получила библиотеку Хосе Селестино Мутиса и изменила своё название на Национальную библиотеку Колумбии.
25 марта 1834 года был издан первый Закон об обязательном экземпляре. Это наложило обязательство отправлять в библиотеку все печатные издания, выпускаемые в стране. Это определило миссию библиотеки, которая с этого момента стала органом, отвечающим за сохранение библиографического и документального наследия Колумбии.
20 июля 1938 года под руководством Даниэля Сампера Ортеги библиотека переехала в свою нынешнюю штаб-квартиру по проекту архитектора Альберто Вилса Ферро.
Библиографическое богатство Колумбии (инкунабулы, гравюры, звукозаписи и аудиовизуальные произведения, имеющие большую историческую и художественную ценность), находится в юго-восточном углу Парка Независимости. Здание открыто в 1938 году и реконструировано в 1978 году архитектором Жаком Моссери. В эту реконструкцию декоративные элементы и дизайн фасада остались прежними.
Две статуи по обе стороны от улицы 25, горельеф на чердаке, смесь материалов для вывески и украшения окон были упразднены. Четырёхэтажное здание. На первом этаже общие читальные залы, кардекс, выставки, музыка, классификация и многое другое. На втором этаже Гемеротека и исследователи, на третьем и четвёртом этажах книгохранилища и административные помещения.
В 1954 году в подвалах библиотеки открылось национальное телевидение. До 1993 года здесь работала национальная телекомпания, а позже и Inravisión.

### Издательство Национальной библиотеки
С 1941 по 1952 год Национальная библиотека Колумбии содержала небольшое издательство под названием Press of the National Library.
В 1947 году издательство библиотеки перешло в руки Генерального секретариата Министерства просвещения и изменило своё название на Прессы Министерства просвещения — Департамент культурного просвещения и изящных искусств. В статье 7 указанного указа название Национальной библиотеки было упразднено и заменено названием Министерства образования.

### Национальная библиотека как картинная галерея
С момента открытия здания в 1938 году в Национальной библиотеке было проведено несколько художественных выставок. 20 июля 1938 года, наряду с выставкой книг из разных стран, в его коридорах и залах экспонировались произведения искусства разных эпох и течений. На открытии была представлена важная коллекция произведений искусства, от колониальных религиозных объектов до скульптуры. В августе 1939 года открылась выставка скульптурных работ испанского художника Викторио Мачо. На инаугурации присутствовали президент Эдуардо Сантос и ботаник и священник Энрике Перес Арбелаес.

## Миссия
«Гарантировать восстановление, сохранение и доступ к коллективной памяти о стране, представленной библиографическим и периодическим наследием в любой форме; с тем, чтобы способствовать развитию публичных библиотек, планированию и разработке политики, связанной с чтением, и удовлетворению необходимой потребности в информации для индивидуального и коллективного развития колумбийцев».
Кроме того, согласно истории библиотеки, библиотека также функционирует как учебный центр для библиотекарей в Колумбии, а также как источник книг для библиотек других стран.

## Функции
Согласно постановлению Сената Колумбии, заявленные функции библиотеки:
- Консультировать Министерство культуры по вопросам разработки политики в отношении библиографического и периодического национального наследия.
- Руководить планами и программами по созданию, продвижению и укреплению публичных библиотек и дополнительных услуг, которые они предоставляют.
- Руководить и координировать национальную сеть публичных библиотек.
- Собирать, систематизировать, увеличивать, сохранять, сохранять, защищать, регистрировать и распространять библиографическое и периодическое наследие нации, сохраняемое на различных носителях информации.
- Планировать и разрабатывать политику, связанную с чтением и его вкладом в развитие образования и интеллекта колумбийского народа.
- Разрабатывать, организовывать и развивать библиографическое наследие, чтобы способствовать укреплению национальной идентичности.
- Установление и поддержание отношений с национальными и международными организациями с целью совместного продвижения и развития программ массовой культуры и культурного обмена по темам, связанным с книгами и чтением.
- Предоставлять консультации и сотрудничать с различными научными, культурными и образовательными организациями, которые разрабатывают программы исследований и культурного распространения.

## Закон об обязательном экземпляре Колумбии
Закон об обязательном экземпляре регулируется Законом № 44 от 1993 г., который заключается в том, что каждый из издателей печатных произведений, аудиовизуальных производителей, производителей фонографических изображений и видеограмм должен предоставить определённое количество копий своих печатных, аудиовизуальных или других произведений. фонографы, будь то произведённые на территории Колумбии или импортированные.
- Что касается печатных произведений, два экземпляра каждого произведения, произведённого на национальной территории, должны быть доставлены в Национальную библиотеку Колумбии, один экземпляр — в Библиотеку Конгресса Колумбии, а другой — в Центральную библиотеку Национального университета Колумбии. За некоторыми исключениями, когда высокая стоимость издания или небольшой тираж публикации позволяют доставить меньше копий.
- Для аудиовизуальных материалов и фонограмм, а также для редакционных работ, которые были импортированы, только один экземпляр должен быть доставлен в Национальную библиотеку.

Национальная библиотека может отклонить копии, переданные в качестве обязательного экземпляра, если они не находятся в хорошем состоянии для их хранения и сохранности.

## Фонды
Благодаря Закону об обязательном экземпляре, покупках и пожертвованиях Национальная библиотека имеет более трёх миллионов единиц хранения, в которых находятся настоящие редакционные жемчужины колумбийской и всемирной истории.
Коллекция библиотеки включает:
51 универсальную книгу инкунабул,
610 томов рукописей,
многочисленные эльзевирские издания и около 30 000 книг, изданных до 1800 года.
Первые колумбийские публикации, датируемые 1738 годом, представляют собой небольшие религиозные новены, напечатанные в Сантафе в типографии Общества Иисуса.
Гемеротека Мануэля дель Сокорро Родригеса имеет полную коллекцию колумбийской прессы, в том числе « Предупреждение о землетрясении», первое известное новостное издание в истории Колумбии, датируемое 1785 годом. Более 3500 наименований XIX века и публикаций из крупных городов XX и XXI веков.

### Специальные фонды
Более 25 частных средств поступают от покупок и пожертвований деятелей политической и общественной жизни Колумбии:
- Joaquín Acosta
- Manuel Ancízar
- Germán Arciniegas
- Aurelio Arturo
- Miguel Antonio Caro
- Álvaro Castillo Granada
- Danilo Cruz Vélez
- Rufino José Cuervo
- Apolinar Díaz Callejas
- Jorge Isaacs
- Luis Jaramillo Montoya
- Guillermo E. Martín
- Jacques Mosseri Hane
- José Celestino Mutis
- José Antonio Osorio Lizarazo
- Anselmo Pineda
- José María Quijano
- Manuel del Socorro Rodríguez
- Horacio Rodríguez Plata
- Nicolás Sáenz
- Eduardo Santos
- Marco Fidel Suárez
- José Jerónimo Triana
- Juan Uribe Cualla
- Ezequiel Uricoechea
- José María Vergara y Vergara

В нём также есть живописные произведения, представляющие историческую ценность, такие как акварели Хорографической комиссии середины XIX века, иллюстрации Альберто Урданеты, Хосе Марии Эспинозы и Бернардо Рей.
Точно так же он содержит большое количество фонограмм из закона об обязательном экземпляре. Проведённая в 2014 году инвентаризация выявила, среди прочих сокровищ, около 2000 книг, написанных немецким и готическим шрифтом, подаренных нацистской Германией через Вильгельма Фаупеля к 400-летию основания Боготы.
Среди его наиболее ценных экземпляров — издание 1539 года « Амадис Гальский», другие копии которого не известны; первое издание 1613 года «Назидательные новеллы» Мигеля де Сервантеса, из которых всего пять копий известны во всем мире; первое издание «Красоты Анжелики» 1602 года и завоёванного Иерусалима 1609 года, оба — Лопе де Вега; первый перевод Петрарки на испанский язык и триумфы 1512 года.

## Директора Национальной библиотеки[13]
- Anselmo Alvarez 1777-1789
- Joaquin Esguerra Calvo de la Riva 1789
- Estanislao de Andino 1789
- José Antonio Ricaurte 1789-1790
- Manuel del Socorro Rodriguez 1790-1819
- Manuel de Santacruz 1819
- Vicente Nariño Ortega 1819-1854
- Leopoldo Arias Vargas 1856-1866
- Francisco Villalba 1866-1867
- José María Quijano Otero 1867-1873
- José Segundo Peña 1873
- Nepomuceno J. Navarro 1873
- Juan de Dios Riomalo 1874
- Gonzalo A. Tavera 1876-1880
- Miguel Antonio Caro 1880-1885
- Marco Fidel Suárez 1884
- Oscar Rubio 1886
- Ricardo Carrasquilla 1886
- Saturnino Vergara 1887
- Diego Rafael de Guzmán 1887-1888
- José María Rivas Groot 1888
- Enrique Alvarez Bonilla 1888-1901
- Andrés Montoya 1901
- Wenceslao Ibáñez Nariño 1901
- Julián Morales Quintero 1902
- Rafael Castro Vargas 1902
- Francisco J. Vergara y Velasco 1903-1905
- Enrique Alvarez Bonilla 1905-1910
- Gerardo Arrubla 1910-1917
- Graciliano Acevedo 1917-1920
- Carlos Alberto Martínez 1920-1922
- Rudesindo López y Lleras 1922-1926
- José Miguel Rosales 1926-1929
- Francisco M. Rengifo 1929-1930
- Luis Augusto Cuervo 1931
- Daniel Samper Ortega 1931-1938
- Tomás Rueda Vargas 1938-1941
- Enrique Uribe White 1941-1948
- Eduardo Carranza 1948-1951
- Gustavo Otero Muñoz 1951-1953
- María Isabel de la Vega 1953
- Guillermo Hernández de Alba 1953-1954
- Daniel Valois Arce 1954
- Julián Motta Salas 1955
- Fernando Rivas Sacconi 1956-1957
- Gabriel Carreño Mallarino 1958
- Carlos Mejía Angél 1959
- Alberto Miramón 1960-1971
- Eduardo Santa 1972-1974
- Pilar Moreno de Angel 1975-1979
- Jorge Eliécer Ruíz 1979-1982
- Eddy Torres 1982-1983
- Juan Luis Mejía 1983
- Carlos Enrique Ruíz 1984
- Conrado Zuluaga Osorio 1985-1988
- Jairo Aníbal Niño 1988
- Rubén Sierra Mejía 1988-1991
- Myriam Mejía 1991-1992
- Carlos José Reyes Posada 1992-2002
- Lina Espitaleta 2002-2003
- Mary Giraldo 2003-2006
- Margarita Valencia 2006-2007
- Catalina Ramírez 2007
- Ana Roda Fornaguera 2008-2013
- Consuelo Gaitán 2013-2019
- Diana Patricia Restrepo 2019-actualidad